# In the Name of the People
Pour plus de détails, voir Fiche technique et Distribution.
In the Name of the People est un film américain réalisé par Frank Christopher, sorti en 1985.

## Synopsis
Un documentaire sur la guerre civile du Salvador, filmé par une équipe qui est entrée secrètement dans le pays.

## Fiche technique
- Titre : In the Name of the People
- Réalisation : Frank Christopher
- Scénario : Alex W. Drehsler
- Narration : Martin Sheen
- Musique : Federico Bastion Lanuza
- Photographie : John Chapman
- Montage : Frank Christopher
- Production : Frank Christopher et Alex W. Drehsler
- Société de distribution : Icarus Films (États-Unis)
- Pays de production :  États-Unis
- Genre : Documentaire
- Durée : 73 minutes
- Date de sortie : 
  - États-Unis : mars 1985

## Distinctions
Le film a été nommé à l'Oscar du meilleur film documentaire.